# طوطی انجیرخوار پیشانی‌آبی
طوطی انجیرخوار پیشانی‌آبی (نام علمی: Cyclopsitta gulielmitertii) گونه‌ای از طوطی‌های خانواده طوطیان سبز است. در صلواتی و شبه جزیره سر پرنده در گینه نو یافت می‌شود. زیستگاه طبیعی آن جنگل‌های دشت نمناک نیمه‌گرمسیری یا گرمسیری است.
طوطی انجیرخوار پیشانی‌آبی یکی از چهار گونه از سردهٔ Cyclopsitta است.
طوطی انجیرخوار پیشانی‌آبی معمولاً در گله‌های کوچک ۶–۱۰ فردی می‌ماند. عمدتاً در تاج‌پوش ساکن است، اما در طبقات پایین‌تر نیز یافت می‌شود.
به‌طور عمده از دانه‌های انجیر تغذیه می‌کند، بلکه از دانه‌های Glochidion و Acacia auriculaeformis نیز تغذیه می‌کند. همچنین سر گل گیاهان Poikilospermum را می‌خورد.
طوطی انجیرخوار پیشانی‌آبی در فهرست گونه‌های کمترین نگرانی توسط IUCN قرار دارد.